# Euporus tenellus
Euporus tenellus là một loài bọ cánh cứng trong họ Cerambycidae.